# Herb Nowej Dęby
Herb Nowej Dęby – jeden z symboli miasta Nowa Dęba i gminy Nowa Dęba w postaci herbu.

## Wygląd i symbolika
Herb przedstawia stylizowane drzewo dębu o brązowym pniu i konarach, trzech zielonych liściach i również czterech żołędziach, umieszczone w tarczy o żółtym polu herbowym.
Jest to tzw. herb mówiący, nawiązujący do nazwy miasta.

## Historia
Poprzednio używany był herb pochodzący z okresu nadania Nowej Dębie praw miejskich (1961). Przedstawiał on w polu herbowym o barwie błękitnej zielony owoc żołędzia, otoczony wieńcem złożonym w połowie z zielonego dębowego liścia, w połowie zaś z czarnego koła zębatego, symbolizującego miejscowy przemysł.